# Heino Dissing
Heino Dissing (* 16. September 1912 in Kopenhagen; † 27. Mai 1990 in Gladsaxe) war ein dänischer Radrennfahrer und nationaler Meister im Radsport.

## Sportliche Laufbahn
Dissing startete für den Verein DBC Kopenhagen. Er war Teilnehmer der Olympischen Sommerspiele 1936 in Berlin. Bei den Spielen startete er mit Bjørn Stiler im Tandemrennen. Beide wurden auf dem 5. Rang klassiert.
1936 gewann er die nationale Meisterschaft im Sprint der Amateure. 1936 bis 1951 fuhr er als Berufsfahrer vor allem Bahnrennen, allerdings ohne größere Erfolge zu erzielen.

## Berufliches
Von Beruf war er Maschinenarbeiter, nach seiner Profikarriere war er als Kunststoffhersteller tätig.